# 2S4チュリパン 240mm自走迫撃砲
2S4チュリパン 240mm自走迫撃砲(2S4　Tyulpan（ロシア語: 2С4 «Тюльпан»ドヴァー・エース・チトィーリェ・チュリパーン)（軍名称 SM-240、NATOコードネーム M1975）は、1975年に部隊配備が始まったソビエト連邦の自走砲である。
なお、「チュリパン」とはチューリップのロシア語読みである。

## 概要

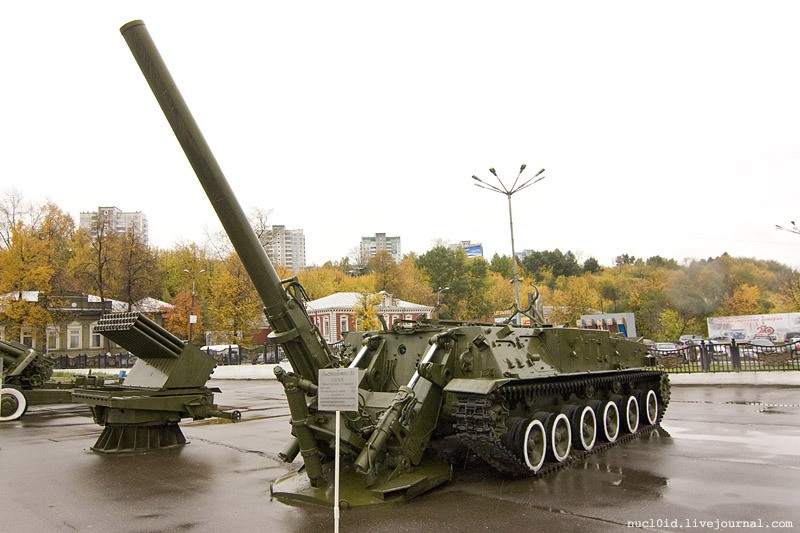
240mm迫撃砲展開状態の2S4

車体は2S3と同じものを採用しており、後部にM-240 240mm迫撃砲を車載化した2B8を砲床ごと背負い込むような形で外装している。移動時には砲身が車体と水平になるように固定されているが、砲撃時には砲全体を車体の後方に展開して砲床を接地させる。このため、射撃時には車体を砲撃目標に対して後ろ向きに駐車する。砲は水圧駆動で俯仰角45 - 80度、電動で左右各8度まで旋回でき、緊急時には手動操作も可能である。射程は通常で800 - 9,700mだが、最大で20,000mまで延長する事が出来る。発射速度は1分あたり1発である。
砲の後端から装填する後装式で、装填時には砲身を車体とは反対側に水平に倒した状態にする。このとき砲尾が車体上部に取り付けられた装填装置のレールと同じ高さまでせり上がるので、チェーン駆動の補助装置で砲弾を押し込む。砲尾の蓋が閉じた後、砲が射撃角度に素早く起き上がって発射される。
130kgの通常弾に加えて、徹甲弾、対コンクリート砲弾、化学砲弾、核砲弾を発射できる。
実戦ではアフガニスタン侵攻、チェチェン紛争、ロシアのウクライナ侵攻の際に使用され、特にアフガニスタン侵攻の際には3F5 スメリチャーク（ロシア語: Смельчак、ラテン文字表記：Smel'chak、「向こう見ず」「命知らず」の意）レーザー誘導砲弾を使用し大きな戦果を挙げている。ウクライナ侵攻では保存されていた車両が修理され重砲兵旅団に配備されている。